# WOP!
WOP! is het debuutalbum van de Nederlandse rapper Lil' Kleine.
Het merendeel van de nummers op het album werd gemaakt met Ronnie Flex. Het album kwam op 20 februari 2016 binnen op de eerste plaats van de Album Top 100. Op dezelfde dag kwamen elf singles afkomstig van het album binnen in de Single Top 100.
In de aanloop naar de uitgifte van het album plaatste het platenlabel Top Notch een documentaire-serie op haar YouTubekanaal waarin te zien is hoe producer Jack $hirak samen met Lil' Kleine en Ronnie Flex werkt aan het album.
| Nr. | Titel                                   | Schrijver(s)                                            | Duur |
| --- | --------------------------------------- | ------------------------------------------------------- | ---- |
| 1.  | Mist & regen                            | Ronell Plasschaert, Julien Willemsen, Jorik Scholten    | 3:16 |
| 2.  | Bericht                                 | Julien Willemsen, Jorik Scholten, Francis Junior Edusei | 2:15 |
| 3.  | Bel me op                               | Ronell Plasschaert, Julien Willemsen, Jorik Scholten    | 3:21 |
| 4.  | Stripclub                               | Ronell Plasschaert, Julien Willemsen, Jorik Scholten    | 4:00 |
| 5.  | Zoveel                                  | Julien Willemsen, Jorik Scholten, Jean-Marc Koorndijk   | 4:37 |
| 6.  | Niet omdat het moet                     | Ronell Plasschaert, Julien Willemsen, Jorik Scholten    | 2:40 |
| 7.  | Zonder reden                            | Ronell Plasschaert, Julien Willemsen, Jorik Scholten    | 2:57 |
| 8.  | [SKIT] Drank & Drugs in de Tweede Kamer | Ronell Plasschaert, Julien Willemsen, Jorik Scholten    | 0:50 |
| 9.  | 1, 2, 3                                 | Ronell Plasschaert, Julien Willemsen, Jorik Scholten    | 2:26 |
| 10. | Zeg dat niet - remix van Jack $hirak    | Ronell Plasschaert, Julien Willemsen, Jorik Scholten    | 3:31 |
| 11. | Goud                                    | Julien Willemsen, Jorik Scholten                        | 2:57 |